# Enggedeskæg
Enggedeskæg, også skrevet Eng-Gedeskæg, er en to- til flerårig, urteagtig plante med en stiv, opret vækst. Alle plantedele indeholder hvid mælkesaft. Kurveblomsten består af gule, tungeformede kroner. Planten er let genkendelig på den meget iøjnefaldende frøstand.

## Kendetegn
Enggedeskæg er en to- til flerårig, urteagtig plante med en stiv, opret vækst. Alle plantedele indeholder hvid mælkesaft. Stænglen er glat og rund i tværsnit, og den bærer spredt stillede blade, som omslutter stænglen helt. Bladene er linjeformede og helrandede (eventuelt med bølget rand), og begge bladsider er lyst grågrønne. Blomstringen foregår i juni-august, hvor man finder blomsterne samlet i endestillede kurve. Kronbladene er tungeformede og gule. Frugterne danner en kugleformet, meget iøjnefaldende stand på grund af frøenes kraftige og langstilkede fnok.
Rodsystemet består af en kort, lodret jordstængel og en kraftig og dybtgående pælerod.
Arten opnår en højde på ca. 50 cm, men blot ca. 20 cm i bredden.

## Hjemsted
Enggedeskæg er naturligt udbredt i Lilleasien, Centralasien, Sibirien og det meste af Europa. I Danmark er den over hele landet, hvor den findes ved vejkanter og på skrænter. Den optræder desuden som ukrudt ved boliger og på agerjord. Arten er tilpasset voksesteder i fuld sol til let skygge med en jordbund, som er noget tør, neutral og ganske næringsrig.
I Birket Grusgrav, lolland kommune, Region Sjælland er der tørre og veldrænede forhold med fuld lystilgang. Her findes arten sammen med bl.a. agerpadderok, cikorie, følfod, almindelig kællingetand, pastinak, blæresmelde, glat vejbred, gul kløver, gærdevikke, hvidkløver, klæbrig brandbæger, kornvalmue, kruset skræppe, lancetvejbred, lugtløs kamille, nikkende tidsel, pomeranshøgeurt, rejnfan, rød hestehov, rødkløver, skovfladbælg, smalbladet gederams, stinkende gåseurt, strandkrageklo og vild gulerod

## Underarter
- Tragopogon pratensis ssp. pratensis, hvor randkronernes tunger er lige så lange som kurvesvøbet. Sjælden i Vestjylland, men ellers almindelig i hele landet.
- Tragopogon pratensis ssp. minor, hvor kronernes tunger er kortere end kurvesvøbet. Hist og her, men mest på Sjælland.

## Galleri
|  |  |
|  |  |

## Note
1. ↑  Jørgen Nielsen: VVM-redegørelse Arkiveret 28. juli 2014 hos  Wayback Machine – kortfattede oversigter over vegetationsformerne i grusgraven